# محمود باشا سليمان
محمود باشا سليمان (1841–1929) الملقب بعميد الأسرة السليمانية، كان وكيل مجلس شوري القوانين في فترة ما بعد الثورة العرابية وظل في هذا المنصب لمدة خمسة وعشرون عاما وكان رئيسا لحزب الامة ومن مؤسسي جريدة الجريدة التي تولي رئاسة تحريرها احمد لطفي السيد وهو والد محمد باشا محمود رئيس وزراء مصر في عهد الملك فؤاد الاول والملك فاروق وكان يقول عنه ابنه انه عرض عليه حكم مصر فأبي.

## حياته وتدرجه في الوظائف
ولد عام 1257 هجريا (أو 1837) ببلدة ساحل سليم ويعود اصله الي قبيلة بني سليم في الحجازوبعد ان نال قسط من التعليم في القاهرة عين عمدة علي بلدته وكان عمره حينها اثنان وعشرون سنة ثم تولي وظيفة ناظر قسم ابوتيج فوكيلا لمديرية جرجا.
وبعدها تم انتخابه نائبا في مجلس شوري النواب ثم مجلس شوري القوانين الذي اصبح وكيلا له.

## اعماله الخيرية
قام بتشييد مدرسة صناعية في ابوتيج واوقف عليها 275 فدان ثم تبرع بها لمديرية اسيوط.
قام بتشييد مسجد في بلدته.

## وفاته
توفي في 22 يناير 1929 ورثاه الكاتب الكببر محمد حسين هيكل يوم وفاته نقتبس منها «جاهد لخير وطنه في شبابه، ثم جاهد له في كهولته، ثم جاهد له وقد نيف على التسعين».